# شركة إن سي دي

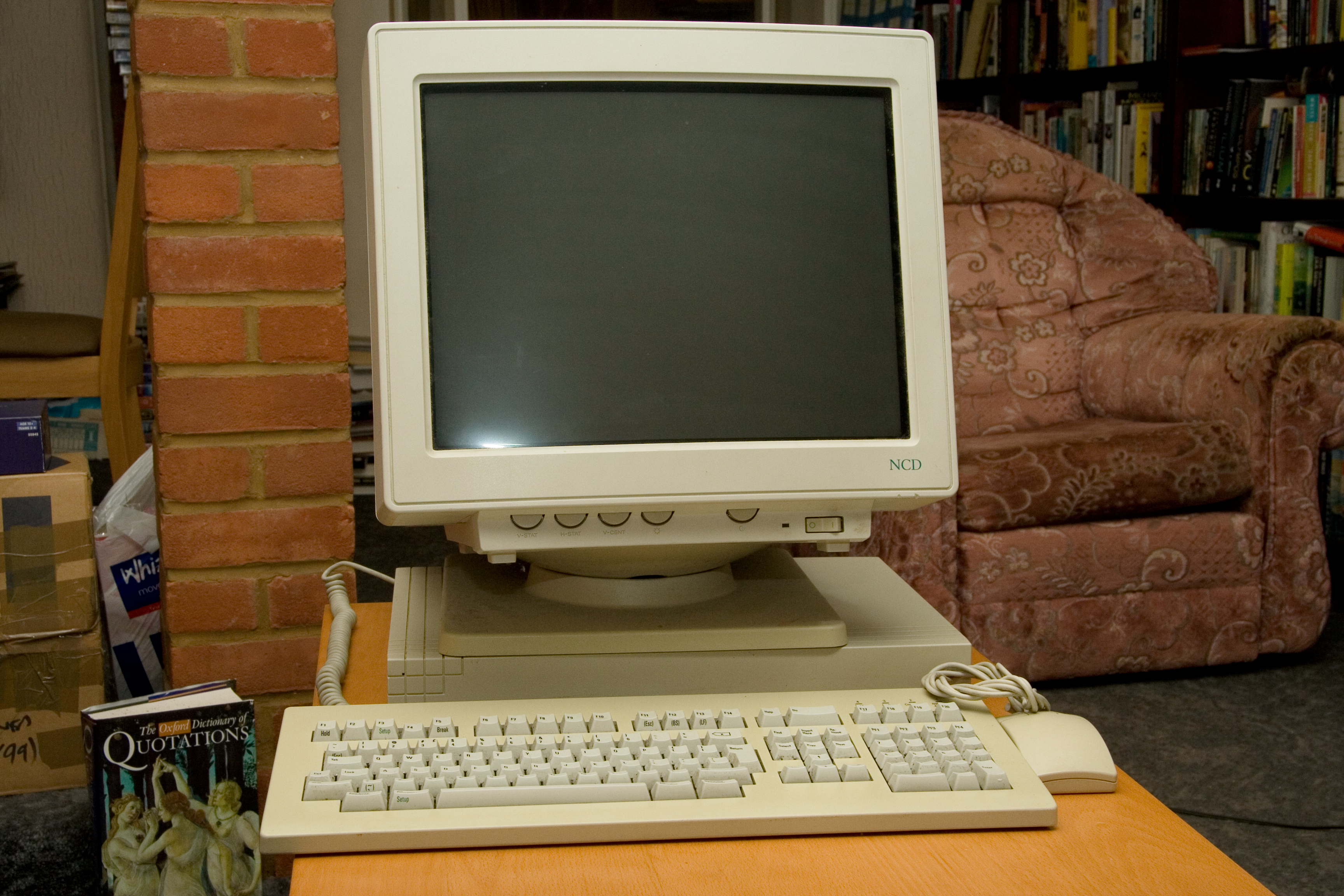
صورة أمامية لإحدى أجهزة شركة إن سي دي، جهاز 88 كيه، إكس

شركة إن سي دي أو شركة أجهزة الحوسبة الشبكية (NCD) شركة تأسست في في ماونتن فيو، كاليفورنيا عام 1987 من قبل مايك هاريغان، دوغ كلاين، ديف كورنيليوس، إد باسارت، مارتن إيبرهارد وكيفين مارتن. تخصصت الشركة في إنتاج فئة جديدة من المنتجات تعرف الآن باسم «زبون نحيف».
عندما أغلقت كان مقرها في بيفرتون بولاية أوريغون.
كانت الأجهزة تعرف في ذلك الوقت باسم محطات الشبكات أو محطات إكس. انضم كلا من جوديث إيسترين وويليام كاريكو إلى الشركة بعد 6 أشهر تقريبا من تأسيسها في منصبي الرئيس التنفيذي ونائبه ليقودا الشركة خلال عامها الأول (عام 1992). تعتبر المنتجات البذرة الأولى لما يعرف الآن «بالعميل الرفيع» كما وفرت إمكانية الوصول عن بعد إلى البيانات في شيء آخر غير أسكي، الأمر الذي كان منتشرا في ذلك الوقت.
يوفر بروتوكول إكس طريقة لعرض صور عالية الدقة للبيانات والرسومات عبر اتصال الشبكة. تدعم شركة إن سي دي (NCD) مجموعة من بروتوكولات الشبكة بما في ذلك حزمة بروتوكولات الإنترنت وتوكنك رينج ودي إي سي نت وغيرها.

## الاستحواذ
استطاعت الشركة خلال مسيرتها القصيرة الاستحواذ على العديد من الشركات والبرامج مثل:
- شركة بي سي وار، صاحبه ويندوز إكس لمجموعة مايكروسوفت.[2]
- نظام تشغيل Z في عام 1994 والتي قامت ببيعه فيما بعد إلى شركة نت مانيج.
- منصة TekXPress من شركة تيك ترونكس.[3]

في عام 2004، توقفت الشركة عن العمل وبدأ بعض الموظفين في إنشاء شركة جديدة تحت اسم ThinPATH لتزويد عملاء الشركة السابقين بخدمات الدعم الفني والمنتجات.

## وصلات خارجية
- الموقع الرسمي للشركة
- نظام إن سي دي إكس
- تعاون الشركة الدولية لأشباه الموصلات وإن سي دي لتطوير أجهزة المعلومات، 14 نوفمبر 2000.
- اعتراف الحكومة الأسترالية بشركة إن سي دي، 28 مارس 2001.
- الدور النهائي لمسابقة صناعة الحواسيب الآلية عام 2002.